# Lachnocaulon anceps
Lachnocaulon anceps är en gräsväxtart som först beskrevs av Thomas Walter, och fick sitt nu gällande namn av Thomas Morong. Lachnocaulon anceps ingår i släktet Lachnocaulon och familjen Eriocaulaceae. Inga underarter finns listade i Catalogue of Life.